# Orthrosanthus occissapungus
Orthrosanthus occissapungus är en irisväxtart som först beskrevs av Hipólito Ruiz López och Friedrich Wilhelm Klatt, och fick sitt nu gällande namn av Friedrich Ludwig Diels. Orthrosanthus occissapungus ingår i släktet Orthrosanthus och familjen irisväxter. Inga underarter finns listade i Catalogue of Life.